# Laroque (Hérault)
Laroque település Franciaországban, Hérault megyében. Lakosainak száma 1670 fő (2022. január 1.). Laroque Agonès, Cazilhac, Ganges, Moulès-et-Baucels és Saint-Bauzille-de-Putois községekkel határos.

## Népesség
A település népességének változása:
| Lakosok száma | 535  | 794  | 1028 | 1334 | 1573 | 1610 | 1624 | 1625 | 1640 | 1670 |
|               | 1968 | 1982 | 1990 | 2006 | 2013 | 2015 | 2017 | 2019 | 2020 | 2022 |